# Лучано Де Крешенцо
Лучано Де Крешенцо (на италиански: Luciano De Crescenzo) е италиански писател, режисьор и телевизионен водещ. Инженер по професия, работи дълги години и заема ръководни длъжности в IBM Италия.

## Биография
Роден е на 18 август 1928 г. в Неапол.
През 1977 г. публикува в издателство „Мондадори“ първата си книга „Така каза Белависта“. Едно негово участие в телевизионното предаване на Маурицио Костанцо „Благодарение на тях“ („Bontà loro“) му донася популярност и слава. По собствено желание напуска „сигурната работа“, в разрез с мнението на роднини и приятели, и се посвещава изцяло на литературна и културна дейност. Става известен писател, журналист и режисьор.
Лучано Де Крешенцо е публикувал 25 книги, продал е из целия свят 18 млн. екземпляра от тях, 7 млн. от които само в Италия. Преведен е на 17 езика. Направил е четири филма като режисьор, сценарист е на седем филма и е взел участие в осем филма като актьор. През 1994 г. става почетен гражданин на Атина.
Ерудиран познавач на античната история, философия и култура, успява да поднесе на съвременния читател и най-трудните философски теми с лекота и неаполитански хумор. Книгите му често описват или засягат света на древногръцките герои, богове и митове.

## Филмография
Като режисьор
- Così parlò Bellavista (1984)
- Il mistero di Bellavista (1985)
- 32 dicembre (1987)
- Croce e delizia (1995)